# Statskuppen i Uruguay 1973
Statskuppen i Uruguay 1973 genomfördes i Uruguay den 27 juni 1973, och innebar övergång till militärdiktatur som varade fram till 1985.
Juan María Bordaberry stängde igen parlamentet, och juntans generaler övertog makten. Officiellt handlade det om att krossa Tupamaros, en marxistisk stadsgerilla. Vänster-orienterade fackförbund utlöste strejker, och företag ockuperades. Strejken varade i två veckor. Det hela slutade med att fackföreningsledarna kastades i fängelse, dödades eller fick fly till Argentina. Efter kuppen förbjöds fackföreningar.
Fackföreningar och politiska partier förblev sedan olagliga fram till det att en generalstrejk 1984 tvingade fram återgång till demokrati 1985.